# Acetofenona carboxilasa
La acetofenona carboxilasa (EC 6.4.1.8) es una enzima que cataliza la reacción de carboxilación de la acetofenona a 3-oxo-3-fenilpropanoato utilizando bicarbonato y ATP.
Acetofenona + HCO3- + 2 ATP + H2O + H+ {\displaystyle \rightleftharpoons } 3-oxo-3-fenilpropanoato + 2 ADP + 2 fosfato
Esta enzima participa en la degradación anaerobia del etilbenceno. No presenta actividad con la acetona, butanona, 4-hidroxiacetofenona o 4-aminoacetofenona.